# Baraja de cazadores flamencos

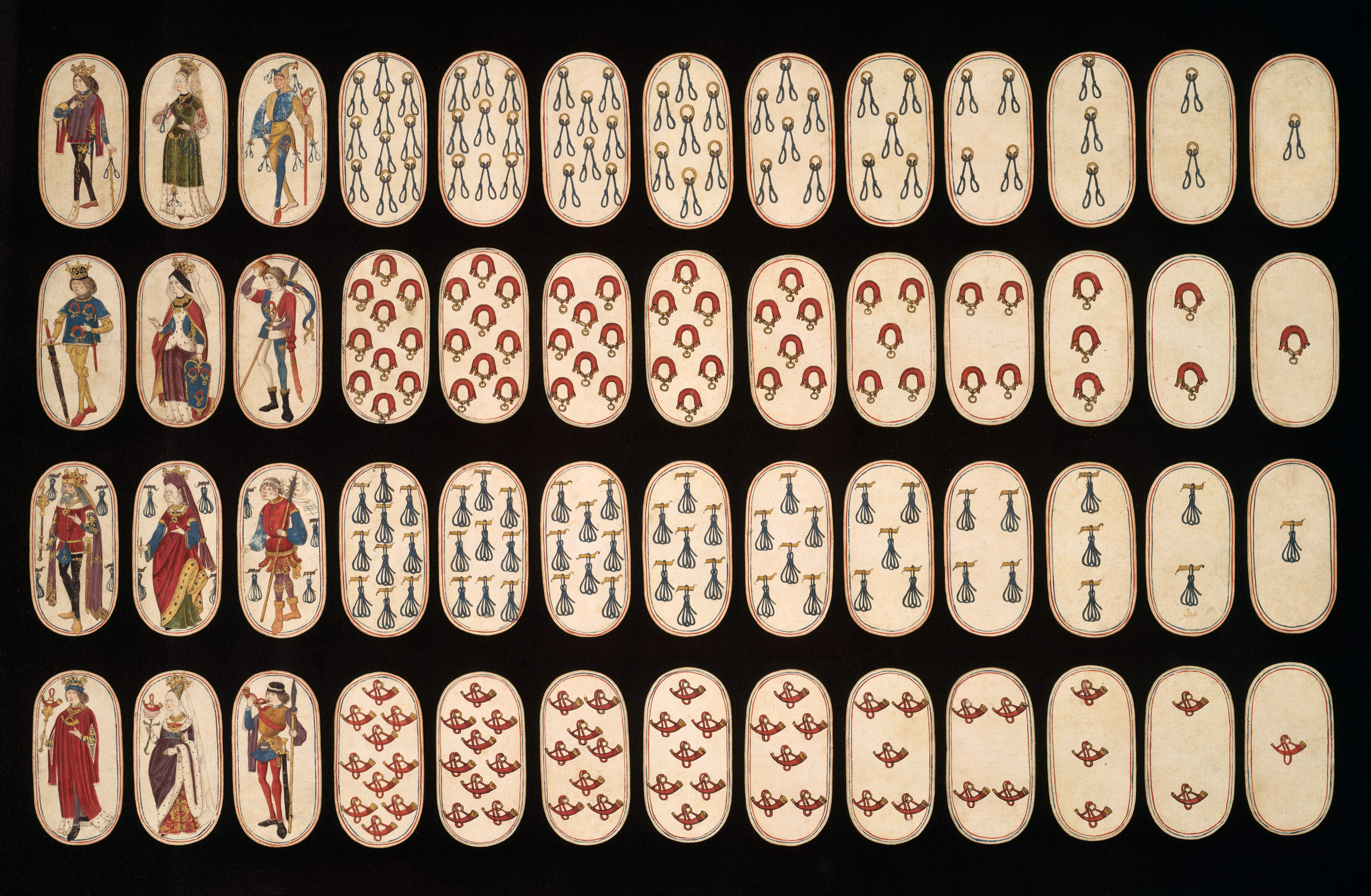
Baraja de cazadores flamencos.

La baraja de cazadores flamencos, también conocida como el juego de Cincuenta y dos cartas de los Claustros y el Hofjaren Jachtpakket (en neerlandés), es una baraja de cincuenta y dos naipes, propiedad del Museo Metropolitano de Arte de Nueva York, Estados Unidos. Es significativo en el sentido de que es el único juego completo de naipes ordinarios del siglo XV. Se estima que los rangos de fabricación están entre 1470 y 1480.
Los naipes están dibujados a mano y pintados en cartón, con realces de oro y plata, en la técnica contemporánea para manuscritos ilustrados. Ya habían aparecido cartas impresas, por el Maestro de los Naipes y otros.

## Artículo
El juego de cartas es un juego completo y regular de cartas de juego, que consiste en cuatro palos con un rey, una reina, una sota y diez cartas de puntas. Los palos se basan en artículos de caza, que consisten en lazos de caza, ataduras de sabueso, cuernos y collares de perro. Es el único juego completo de cartas ordinarias del siglo XV. Las figuras mostradas muestran la moda de la época, con chaquetas cortas, pelo corto y zapatos puntiagudos.
Lo más probable es que el conjunto se haya hecho en los Países Bajos meridionales y en Flandes específicamente, y que se fabricara entre 1470 y 1480. Las investigaciones sobre el papel determinaron que se fabricó en 1450 o antes. La primera de las dos marcas al agua actuales se origina en Francia y Flandes oriental y se utilizó entre 1464 y 1480 aproximadamente. La segunda marca al agua se usó en el sur de Flandes y en las Tierras Bajas del norte entre 1468 y 1479 aproximadamente.
Los naipes están en muy buen estado, lo que indica que fueron usadas muy poco o nada.

## Historia
El juego de cartas se subastó en el Hôtel Drouot de París, el 12 de diciembre de 1978. En el catálogo de la subasta se mencionó como un juego incompleto de cartas de tarot del siglo XVI. Harrie Kenter, un anticuario holandés de Ámsterdam pagó 8.000 florines neerlandeses por él, creyendo que era un objeto más antiguo.
Kenter guardó el conjunto por algunos años, incluso anduvo en bicicleta con él en el bolsillo de su abrigo por Ámsterdam, lo que su compañía de seguros le prohibió más tarde. Kenter determinó que era mejor subastar la baraja después de solamente poder mostrarlo a otros en un lugar seguro de un banco. El 6 de diciembre de 1983, la baraja fue vendido en Sotheby's en Londres por 143.000 dólares. Kenter fue transportado a la casa de subastas bajo escolta policial. El Museo Metropolitano de Arte compró el juego de naipes y ahora forma parte de la colección The Cloisters.